# Longing 〜切望の夜〜
「Longing 〜切望の夜〜」（ロンギング せつぼうのよる）は、ロック・バンドのX JAPANが1995年12月11日にリリースした12作目のシングル。

## 解説
オーケストラおよびサウンド・エフェクトとボーカルのみで再構成された、前作「Longing 〜跡切れたmelody〜」を収録している。トラック1にはオーケストラの演奏とToshlの歌が、トラック2にはヴォーカル無しのインストゥルメンタル音源が、トラック3にはオーケストラの演奏とYOSHIKIの詩の朗読が収録されている。当初は1995年9月1日にリリース予定であったが延期された（CDは95年9月1日が印字されている）。『DAHLIA TOUR 1995-1996』では、YOSHIKIの英詞朗読が披露された。
YOSHIKIが2005年にリリースしたソロ・アルバム『ETERNAL MELODY II』に「Longing」のタイトルで、また2017年にリリースしたX JAPANのサウンドトラック『WE ARE X オリジナル・サウンドトラック』に「Longing 〜Setsubo no Yoru〜」として、インストゥルメンタルのものが収録されている。

## ミュージック・ビデオ
未公開ではあるが、デヴィッド・リンチ監督による演出でミュージック・ビデオが制作された。1995年6月に、YOSHIKIたっての希望でデヴィッド・リンチに本作を収録したデモテープを送った。その3週間後、デヴィッド・リンチによる直筆の絵コンテがYOSHIKIの元に送られた。撮影は1995年9月12-13日の2日間で、12日はロサンゼルスの撮影スタジオで、13日はコヨーテ・ドライ・レイクで、延べ26時間かけて行われた。デヴィッド・リンチは前作「Longing 〜跡切れたmelody〜」のCMスポットの演出も手がけている。

## 収録曲
CDには全3トラックが収録されているが個別の曲名表記はない。
1. Longing 〜切望の夜〜 - 4:59
（作詞・作曲・編曲：YOSHIKI）
オーケストラの演奏とToshlの歌で構成されている。
2. Longing 〜切望の夜〜 - 5:28
（作曲・編曲：YOSHIKI）
オーケストラの演奏のみで構成されている。
3. Longing 〜切望の夜〜 - 4:57
（作詞・作曲・編曲：YOSHIKI）
オーケストラの演奏とYOSHIKIの詩の朗読で構成されている。

## パーソネル
| - プロデューサー：             | YOSHIKI                                                        |
| - 共同プロデューサー：         | X JAPAN                                                        |
| - オーケストラ・アレンジ：     | YOSHIKI、ディック・マークス、シェリー・バーグ                  |
| - スコアリング：               | トム・ハーム                                                   |
| - サウンド・エフェクト：       | YOSHIKI、TOSHI                                                 |
| - ミキシング・エンジニア：     | リッチ・ブリーン、マイク・ギンク                               |
| - レコーディング・エンジニア： | リッチ・ブリーン、マイク・ギンク                               |
| - アシスタント・エンジニア：   | タール・ミラー、キャピー・ジャプンジー、リチャード・ランダース |
| - マスタリング・エンジニア：   | スティーブン・マーカソン（プレシジョン・マスタリング）         |